# Kongo-Schwarzrückenducker
Der Kongo-Schwarzrückenducker (Cephalophus castaneus) ist ein Paarhufer in der Gattungsgruppe der Ducker innerhalb der Familie der Hornträger. Er kommt in den Wäldern Zentralafrikas vom südöstlichen Nigeria über das südliche Kamerun, Gabun und der Republik Kongo bis in die Demokratische Republik Kongo und den Norden Angolas vor. In Katanga fehlt er. Die Art galt ursprünglich als Unterart des (westafrikanischen) Schwarzrückenduckers (Cephalophus dorsalis); Groves und Grubb gaben dem Kongo-Schwarzrückenducker, dessen Verbreitungsgebiet durch eine breite, etwa von Benin bis zum Cross River reichende Lücke vom Verbreitungsgebiet des (westafrikanischen) Schwarzrückenduckers getrennt ist, 2011 den Status einer eigenständigen Art.

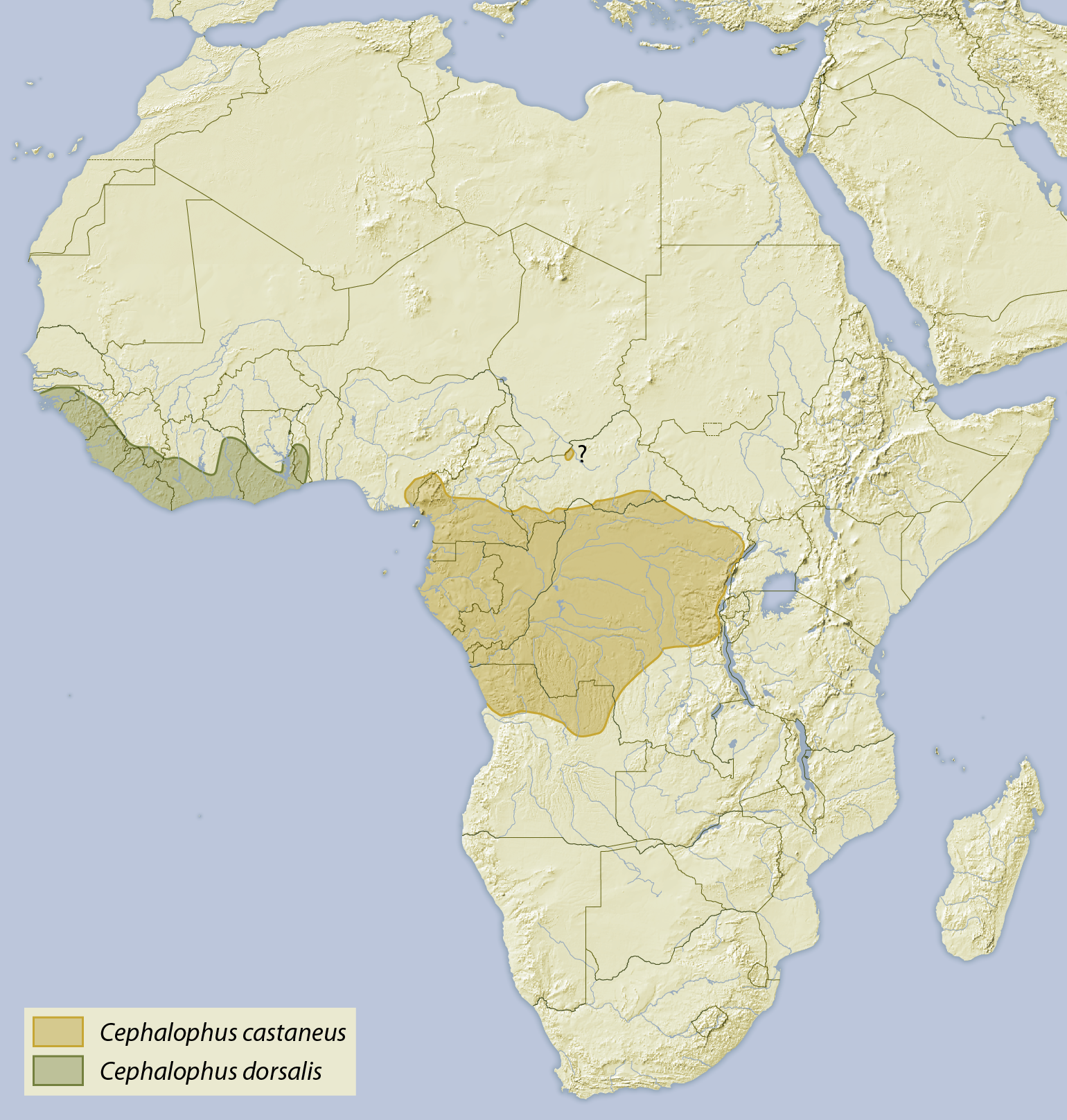
Die Verbreitungsgebiete von Cephalophus castaneus und C. dorsalis

## Merkmale
Der Kongo-Schwarzrückenducker besitzt einen relativ stämmigen Körper und erreicht eine Kopf-Rumpf-Länge von 88 bis 103 Zentimeter, eine Schulterhöhe von 45 bis 52 Zentimeter und ein Gewicht von 18,4 bis 24,2 kg. Der Schwanz ist 8,1 bis 12,6 Zentimeter lang. Weibchen werden etwas größer als die Männchen. Der Kongo-Schwarzrückenducker ist damit etwas größer und schwerer als der (westafrikanischen) Schwarzrückenducker. Das Fell ist rötlich kastanienfarben und dunkler als das des (westafrikanischen) Schwarzrückenduckers, die Ohren sind etwas größer. Die Bauchseite ist etwas heller als der Rücken. Ein gut ausgeprägter schwarzer Mittelstreifen erstreckt sich auch auf dem Rücken vom Nacken bis zum Schwanz. Der Streifen ist im Allgemeinen breiter als 8 Zentimeter, auf dem Schwanz natürlich wesentlich schmaler, in einigen Regionen jedoch nur zwischen 4 und 6 Zentimeter breit. Auf dem Schwanz wird der schwarze Streifen weiß bekränzt. Die Beine sind dunkelbraun. Die Kehle, das Kinn, je ein Fleck unterhalb der Augen und die Lippen sind weißlich. Die Überaugenstreifen sind rotbraun. Die Innenseiten der Ohren sind mit feinen weißen Haaren bedeckt, ihrer Außenseiten sind dunkelbraun. Die fast parallel angeordneten Hörner sind 5 bis 8, in seltenen Fällen knapp über 9 Zentimeter lang und glatt. Die Hörner der Männchen sind länger als die der Weibchen.
Die Zahnformel lautet: {\displaystyle {\frac {0.0.3.3}{3.1.3.3}}}, somit sind insgesamt 32 Zähne im Gebiss vorhanden.

## Lebensraum und Lebensweise
Der Kongo-Schwarzrückenducker lebt in tropischen Tieflandregenwäldern mit geschlossenem Blätterdach, ist einzelgängerisch und weitgehend nachtaktiv. Die hauptsächlichen Aktivitäten finden zwischen 18.00 und 06.00 Uhr statt. Zum Ende hin steigert sich die Aktivität, was möglicherweise mit der Suche nach geeigneten Unterschlüpfen zusammenhängt. Diese werden sehr selektiv ausgewählt. Die Tiere ernähren sich vor allem von Früchten, sie machen über 85 % seiner Nahrung aus. Daneben werden Blätter, Blüten, Pilze und Kleintiere, vor allem Termiten und andere Wirbellose, sowie Aas gefressen. Kleine Früchte mit einem Durchmesser bis zu 2,5 Zentimeter werden im Ganzen gefressen, bei größeren wird das Fruchtfleisch abgebissen und die Kerne werden ausgespuckt. Blätter haben einen Anteil von etwas über 10 % an der Nahrung. Sie werden vor allem während der Regenzeit verzehrt. Der Kongo-Schwarzrückenducker vermehrt sich das ganze Jahr über, die meisten Geburten finden in Gabun jedoch in der Regenzeit, vor allem im Mai und im Oktober, und während der kurzen von Januar bis Februar dauernden Trockenzeit statt. Die Trächtigkeitsdauer liegt bei ca. 240 Tagen. Jungtiere sind schwarzbraun gefärbt mit einem rötlichen Einschlag auf dem Rücken und den Körperseiten. Im Alter von 2,5 Jahren vermehren sich die Ducker erstmals und adulte Weibchen bekommen 0,7 Jungtiere pro Jahr. In menschlicher Obhut gehaltene Kongo-Schwarzrückenducker wurden 17 Jahre alt.
Beutegreifer des Kongo-Schwarzrückenduckers sind der Leopard und für Jungtiere der Kronenadler, der Mandrill und wahrscheinlich auch die Afrikanische Goldkatze.

## Systematik
Der Kongo-Schwarzrückenducker wurde 1892 durch den britischen Zoologen Oldfield Thomas erstmals wissenschaftlich beschrieben. Er galt lange Zeit als Unterart des (westafrikanischen) Schwarzrückenduckers (C. dorsalis). Die Zoologen Colin Groves und Peter Grubb gaben ihm 2011 den Status einer eigenständigen Art. Der Kongo-Schwarzrückenducker ist eine Art aus der Gattung Cephalophus und der Familie der Hornträger (Bovidae). Innerhalb der Hornträger gehört Cephalophus zur Tribus der Ducker (Cephalophini), welche fünf weitere Gattungen umfasst, die in Afrika endemisch vorkommen. Sie sind überwiegend an waldreiche Habitate angepasst.

## Gefährdung
Die IUCN unterscheidet nicht zwischen Schwarzrückenducker und Kongo-Schwarzrückenducker; den Bestand des Schwarzrückenduckers schätzt sie wegen des Verlustes geeigneter Lebensräume als potenziell gefährdet ein. Relativ häufig ist der Kongo-Schwarzrückenducker in Kamerun, Gabun, in der Republik Kongo und in der Demokratischen Republik Kongo. Im Osten seines Verbreitungsgebietes ist er weniger häufig als im Westen. In Uganda ist er ausgestorben, sein Status im Norden Angolas ist unbekannt. Schutzgebiete, in denen der Kongo-Schwarzrückenducker vorkommt, sind u. a. die Nationalparks Campo-Ma’an und Lobéké und das Tierreservat Dja in Kamerun, die Nationalparks Lopé-Okanda und Loango in Gabun und die Nationalparks Kahuzi-Biéga und Salonga in der Demokratischen Republik Kongo.

## Belege
1. 1 2 3 4 5 6  
Colin P. Groves und David M. Leslie Jr.: Family Bovidae (Hollow-horned Ruminants). In: Don E. Wilson und Russell A. Mittermeier (Hrsg.): Handbook of the Mammals of the World. Volume 2: Hooved Mammals. Lynx Edicions, Barcelona 2011, ISBN 978-84-96553-77-4, S. 772.
2. 1 2  
Colin Groves und Peter Grubb: Ungulate Taxonomy. Johns Hopkins University Press, 2011, S. 1–317 (S. 208–218)
3. ↑  
Fructueux G. A. Houngbégnon, Daniel Cornelis, Cédric Vermeulen, Bonaventure Sonké, Stephan Ntie, Adeline Fayolle, Davy Fonteyn, Simon Lhoest, Quentin Evrard, Fabrice Yapi, François Sandrin, Liliana Vanegas, Idriss Ayaya, Clément Hardy, Sebastien Le Bel und Jean-Louis Doucet: Daily Activity Patterns and Co-Occurrence of Duikers Revealed by an Intensive Camera Trap Survey Across Central African Rainforests. Animals 10, 2020, S. 2200. doi:10.3390/ani10122200
4. ↑  
F. Feer: Comparaison des regimes alimentaires de Cephalophus callipygus et C. dorsalis, Bovides sympatriques de la foret sempervirente africaine. Mammalia 53 (4) 1989, S. 563–604.
5. 1 2  
Jonathan Kingdon und Francesco Rovero: Cephalophus harveyi Harvey's Duiker. In: Jonathan Kingdon, David Happold, Michael Hoffmann, Thomas Butynski, Meredith Happold und Jan Kalina (Hrsg.): Mammals of Africa Volume VI. Pigs, Hippopotamuses, Chevrotain, Giraffes, Deer and Bovids. Bloomsbury, London, 2013, S. 294–298
6. ↑  
Oldfield Thomas (1892). On the antelopes of the genus Cephalophus. Proceedings of the Zoological Society of London 1892: 413–430.
7. ↑  
Anne R. Johnston und Nicola M. Anthony: A multi-locus species phylogeny of African forest duikers in the subfamily Cephalophinae: evidence for a recent radiation in the Pleistocene. BMC Evolutionary Biology, 12, 2012, S. 120. doi: 10.1186/1471-2148-12-120
8. ↑  
Cephalophus dorsalis in der Roten Liste gefährdeter Arten der IUCN 2020. Eingestellt von: IUCN SSC Antelope Specialist Group, 2016. Abgerufen am 29. Januar 2023.